# Trần Cẩm Tú

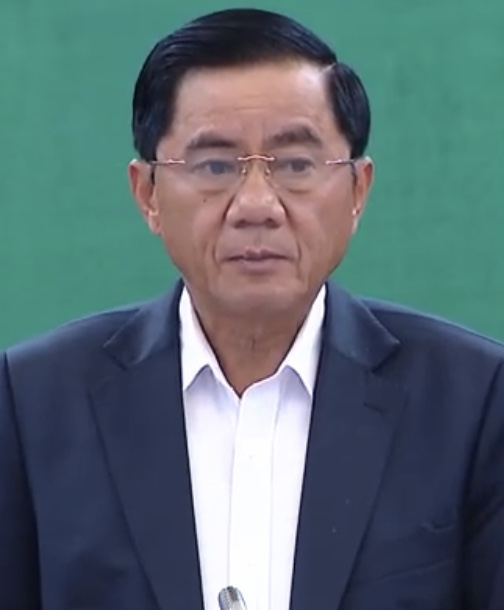
Trần Cẩm Tú (8. März 2019)

Trần Cẩm Tú (* 25. August 1961 in Sơn Bằng, Hương Sơn, Hà Tĩnh, Nordvietnam) ist ein Politiker der Kommunistischen Partei Vietnams KPV (Đảng Cộng sản Việt Nam) in der Sozialistischen Republik Vietnam, der unter anderem seit 2018 Sekretär des Zentralkomitees (ZK) der KPV und Vorsitzender der Zentralen Inspektionskommission sowie seit 2021 auch Mitglied des Politbüros des ZK ist.

## Leben
Trần Cẩm Tú arbeitete zwischen Oktober 1979 und November 1983 im Forstwirtschaftlichen Betrieb von Hương Sơn und wurde am 10. März 1980 Mitglied der KPV. Er begann im Dezember 1983 ein Studium an der Nationalen Forstwirtschaftlichen Universität (Trường Đại học Lâm nghiệp) in Hanoi, welches er im November 1988 beendete. Daraufhin war er zwischen Dezember 1988 und März 1995 Leiter des Forstwirtschaftlichen Betriebes von Hương Sơn und wechselte im Anschluss im April 1995 zum Kombinat für Forstwirtschaft und öffentliche Dienstleistungen der Provinz Hà Tĩnh und war dort nacheinander stellvertretender Leiter einer Abteilung, Abteilungsleiter, stellvertretender Direktor sowie stellvertretender Sekretär des Parteikomitees, ehe er zuletzt bis Juni 2004 Direktor und Sekretär des Parteikomitees dieses Kombinates war. Im Jui 2004 wurde er auf einem Plenum des IX. ZK zunächst Kandidat des ZK der KPV und behielt diese Funktion nach seiner Bestätigung auf dem X. Nationalkongress (18. bis 25. April 2006) bis zum XI. Nationalkongress (12. bis 19. Januar 2011). Zugleich war er zunächst sei Juni 2004 stellvertretender Sekretär des Parteikomitees sowie Vorsitzender des Volkskomitees des Bezirks Hương Sơn sowie zuletzt bis Juli 2007 Sekretär des Parteikomitees des Bezirks Hương Sơn und zugleich Mitglied des Parteikomitees der Provinz Hà Tĩnh. Er war außerdem zwischen Juni 2004 und Februar 2009 Mitglied des Ständigen Ausschusses des Parteikomitees der Provinz Hà Tĩnh und zugleich von Juli 2007 bis Februar 2009 Vorsitzender der Inspektionskommission des Parteikomitees dieser Provinz. Im Anschluss war er zwischen März 2009 und Februar 2011 Mitglied der Zentralen Inspektionskommission sowie von März 2009 bis Juli 2011 Sekretär des Parteikomitees der Zentralen Inspektionskommission.
Auf dem XI. Nationalkongress wurde Trần Cẩm Tú erstmals Mitglied des ZK der KPV und gehört diesem Parteigremium nach seinen Wiederwahlen auf dem XII. Nationalkongress (20. bis 28. Januar 2016) und auf dem XIII. Nationalkongress (25. Januar bis 1. Februar 2021) seither an. Nachdem er zwischen Februar und Juli 2011 zunächst noch stellvertretender Vorsitzender der Zentralen Inspektionskommission war, war er von August 2011 bis Februar 20015 Sekretär des Parteikomitees der Provinz Thái Bình. Daneben fungierte er zwischen August 2011 und Februar 2015 auch als Mitglied des Exekutivkomitees des Militärparteikomitees der Militärregion 3 sowie als Sekretär des Militärparteikomitees der Provinz Thái Bình. Er war anschließend von Februar 2015 und Februar 2016 zunächst wieder stellvertretender Vorsitzender der Zentralen Inspektionskommission und daraufhin zwischen Februar 2016 und Mai 2018 Ständiger stellvertretender Vorsitzender der Zentralen Inspektionskommission. Daneben fungierte er von Februar 2016 bis Mai 2018 als Sekretär des Parteikomitees der Zentralen Inspektionskommission sowie als Mitglied des Ständigen Ausschusses des Parteikomitees des Blocks der Zentralagenturen.
Auf einem Plenum des XII. ZK der KPV wurde Trần Cẩm Tú, der auch Absolvent der „Hồ Chí Minh“-Nationalakademie für Politik war, am 9. Mai 2018 Sekretär des ZK der KPV und wurde als solcher auf dem XIII. Nationalkongress am 10. April 2021 bestätigt.
 Als Nachfolger von Trần Quốc Vượng übernahm er am 9. Mai 2018 auch den Posten als Vorsitzender der Zentralen Inspektionskommission und bekleidet auch diese Funktion nach seiner Bestätigung auf dem XIII. Parteitag im April 2021 seitdem. Ferner ist er seit Juni 2018 auch stellvertretender Leiter des Zentralen Lenkungsausschusses für Korruptionsbekämpfung. Auf dem XIII. Nationalkongress wurde er im Januar 2021 auch Mitglied des Politbüros des ZK und gehört auch diesem obersten Führungsgremium seither an, wobei er im aktuellen XIII. Politbüro innerhalb der Parteihierarchie den neunten Rang unter den 16 Politbüromitgliedern einnimmt. Seit der 15. Legislaturperiode ist er seit Juni 2021 ferner Nationalversammlung (Quốc hội Việt Nam). Er leitete am 16. und 17. Mai 2022 in Hanoi eine Kommissionssitzung, um Unregelmäßigkeiten im Ministerium für Wissenschaft und Technologie und im Gesundheitsministerium während der COVID-19-Pandemie in Vietnam zu untersuchen. Im November 2023 war er Leiter einer Delegation bei einem Arbeitsbesuch in der Volksrepublik China.